# Thliboscelus
Thliboscelus is een geslacht van rechtvleugeligen uit de familie sabelsprinkhanen (Tettigoniidae). De wetenschappelijke naam van dit geslacht is voor het eerst geldig gepubliceerd in 1838 door Serville.

## Soorten
Het geslacht Thliboscelus  is monotypisch en omvat slechts de volgende soort:
- Thliboscelus hypericifolius (Stoll, 1813)